# Jez u ulice Pod hradbami
Jez u ulice Pod hradbami byl postaven v říčním km 15,1 na řece Rokytné v Moravském Krumlově v okrese Znojmo. Vodní dílo bylo kulturní památkou České republiky v období 1958–1987.

## Popis
Jez byl postaven na začátku 20. století jako vzdouvací dílo pro potřebu výroby elektrické energie. Jez je nízká pevná zděná stavba vedená kolmo na tok řeky. Vlastní těleso jezu a podjezí je tvořeno kamenným záhozem. Přelivová hrana a boční křídla jsou z betonu. Jez je dlouhý 16 m a 1,6 m vysoký. Vodní spád využívá vodní elektrárna, kde roce 1910 byla do strojovny instalována jedna Francisova turbína o výkonu 15 kW.